# Nikolay Razgonov
Nikolay Razgonov (né le 16 janvier 1964) est un athlète ukrainien, spécialiste des épreuves de sprint.

## Biographie
Troisième de l'édition 1986, il remporte le titre du 200 m lors des Championnats d'Europe en salle 1988, à Budapest, en devançant dans le temps de 20 s 62 le Bulgare Nikolay Antonov et le Britannique Linford Christie

### Palmarès
| Date | Compétition                    | Lieu     | Résultat | Épreuve |
| ---- | ------------------------------ | -------- | -------- | ------- |
| 1986 | Championnats d'Europe en salle | Madrid   | 3e       | 200 m   |
| 1988 | Championnats d'Europe en salle | Budapest | 1er      | 200 m   |

### Records
| Épreuve | Épreuve   | Performance | Lieu     | Date            |
| ------- | --------- | ----------- | -------- | --------------- |
| 200 m   | Plein air | 20 s 62     | Kiev     | 16 juillet 1986 |
| 200 m   | Salle     | 20 s 62     | Budapest | 6 mars 1988     |